# Chains
Chains – utwór skomponowany przez małżeństwo Gerry'ego Goffina i Carole King. Był przebojem  grupy The Cookies, która była wsparciem wokalnym dla  Little Evy.

## Wersja The Beatles
Chains był utworem często wykonywanym w 1962 roku przez liverpoolskie zespoły. W 1963 roku zespół The Beatles opublikował na albumie Please Please Me własną wersję tego utworu. Jest to pierwsza z dwóch piosenek, w których śpiewa George Harrison oraz gdzie słychać harmonijkę, która była kojarzona ze wczesnymi utworami zespołu. The Beatles wykonywali „Chains” na żywo w radiu BBC w audycjach Side by Side i Here We Go and Pop Go the Beatles.
Twórcy
John Lennon – gitara, harmonijka, wokal
George Harrison – gitara, wokal
Paul McCartney – gitara basowa, harmonijka, wokal
Ringo Starr – perkusja